# Eugène Lejanne
Eugène François Marie Lejanne, né le 31 juillet 1848 à Plounévez-Moëdec et mort le 26 mai 1932 à Carhaix, est un pharmacien de la Marine et explorateur français.

## Biographie
Lejanne étudie avec Jules Crevaux à l'École de médecine navale de Brest. Il est promu aide pharmacien de la Marine le 16 novembre 1871 et affecté à Cherbourg. Il sert alors à Saïgon (1872-1874).
Restés proches, Crevaux lui demande de l'accompagner lors de son expédition en Amazonie (1882). Les deux hommes remontent ainsi le Guaviare. Lejanne est chargé de l'orographie des nombreux cours d'eau rencontrés ainsi que des relevés topographiques.
Par ailleurs, Lejanne effectue plusieurs portraits d'Indiens lors du passage à San Fernando de Atabapo. Il est aussi chargé du ravitaillement et effectue la plupart des chasses.
Après la mort de son ami Crevaux, il rédige un récit de voyage chez les Guaraounas, basé sur les notes de Crevaux, qu'il publie dans Le Tour du monde en 1881.
De 1884 à 1886, il sert en Guadeloupe comme pharmacien de première classe, puis à la Martinique (1886-1888). Du 31 mars 1890 au 8 février 1891, il prend part à la campagne du Tonkin puis officie, après un passage à Brest, au Sénégal du 13 octobre 1891 jusqu'au 18 juin 1893.
Il est fait chevalier de la Légion d'honneur le 5 juillet 1888.
Il est membre de la Société de pharmacie jusqu'en 1920.
Jules Verne le mentionne sous la graphie « Lejeanne » dans son roman Le Superbe Orénoque (partie 1, chapitre XV).

## Publications
- 1883 : Voyage à la Nouvelle-Grenade
- 1887 : Résumé de la matière médicale et toxicologique coloniale (avec Armand Corre)